# Potamotrygon orbignyi
Potamotrygon orbignyi  (лат.) — вид скатов рода речных хвостоколов одноимённого семейства из отряда хвостоколообразных скатов. Обитает в тропических водах бассейнов рек Амазонка и Ориноко, Южная Америка. Максимальная зарегистрированная ширина диска 44 см. Грудные плавники этих скатов образуют округлый диск. Спинные и хвостовой плавники отсутствуют. В средней части хвостового стебля расположен ядовитый шип. Рацион состоит в основном из насекомых и ракообразных. Размножается путём яйцеживорождения. Является объектом целевого лова.

## Таксономия
Впервые вид был научно описан в 1855 году. Вид назван в честь Альсида д’Орбиньи, французского натуралиста, совершившего много путешествий по Южной Африке, которого часто цитировал Франсуа Кастельно. Голотип представляет собой взрослую самку длиной 23 см, пойманную на территории Бразилии. Окраска скатов этого вида сильно варьируется, их легко спутать с другими речными хвостоколами, например, с Potamotrygon constellata, Potamotrygon motoro и Potamotrygon humerosa.

## Ареал
Potamotrygon orbignyi обитают в Южной Америке, в тропических водах бассейнов рек Амазонка и Ориноко, на территории Бразилии, Колумбии, Французской Гвианы, Гайаны, Суринама, Венесуэлы и Боливии. Распространённость этих скатов в эстуарии Амазонки колеблется в зависимости от сезонного изменения солёности воды. Эти скаты попадаются при температуре воды от 28 до 35 °C и pH 6,8—7,5. Взрослые особи совершают суточные миграции: днём они предпочитают держаться на глубине, а ночью выплывают на мелководье. Природные питомники расположены вдоль островных берегов в районе Маражо, штат Пара, Бразилия. В этой области 98 % попавшихся скатов этого вида были новорожденными или неполовозрелыми особями. Potamotrygon orbignyi встречаются в заболоченной местности, поймах озёр и искусственных лагунах.

## Описание
Широкие грудные плавники речных Potamotrygon orbignyi срастаются с головой и образуют овальный диск. Спинные плавники и хвостовой плавник отсутствуют. Позади глаз расположены брызгальца. Брюшные плавники закруглены и почти полностью прикрыты диском. На вентральной стороне диска расположены ноздри и 5 пар жаберных щелей. На дорсальной поверхности хвостового стебля имеется ядовитый шип. Каждые 6—12 месяцев он обламывается и на его месте вырастает новый. У основания шипа расположены железы, вырабатывающие яд, который распространяется по продольным канавкам. В обычном состоянии шип покоится в углублении из плоти, наполненном слизью и ядом.
Окраска тела жёлто-коричневого цвета с рисунком из тёмных и светлых пятен неправильной формы. Максимальная зарегистрированная ширина диска 44 см, а вес 2 кг.

## Биология
Подобно прочим хвостоколообразным Potamotrygon orbignyi размножаются яйцеживорождением. Рацион этих скатов состоит из насекомых и ракообразных. Скаты, обитающие в регионах Льянос-Ориноко и Льянос-Мохос, Венесуэла, бразильском бассейне Амазонки и реке Токантинс, отличаются по величине, скорости роста и численности помёта. У венесуэльских скатов ширина диска достигает 31 см, половая зрелость наступает при ширине диска 23 см (самцы) и 29,5 см (самки), а в помёте максимум 1 новорожденный. Бразильские скаты крупнее, половая зрелость у них наступает при ширине диска 39 см (самцы) и 44 см (самки), в помёте 1—5 новорожденных (в среднем 2), беременность длится около 6 месяцев, самки приносят потомство ежегодно во время сезона дождей. У скатов, обитающих в реке Токантинс, половая зрелость наступает при ширине диска 23 см (самцы) и 26—28 см (самки, максимальная зарегистрированная ширина диска 42,8 см, в помёте 1 новорожденный длиной около 25—26 см, размножение происходит круглый год, длительность беременности неизвестна.
На этих скатах паразитируют моногенеи Potamotrygonocotyle chisholmae, Potamotrygonocotyle tsalickisi и Potamotrygonocotyle rionegrense, веслоногие ракообразные Ergasilus trygonophilus, лучепёрые рыбы Vandellia beccarii и разные виды цестод, в том числе Potamotrygonocestus fitzgeraldae, Potamotrygonocestus maurae и Potamotrygonocestus travassos.

## Взаимодействие с человеком
Вид является объектом целевого промысла. Этих скатов используют в пищу, кроме того, молодые особи представляют интерес для аквариумистов. В Бразилии их экспорт в аквариумной торговле квотируется. После поимки выживает около 90 % рыб. Международный союз охраны природы присвоил этому виду статус сохранности «Вызывающий наименьшие опасения».